# Glomerella phomoides
Glomerella phomoides är en svampart som beskrevs av Swank 1953. Glomerella phomoides ingår i släktet Glomerella och familjen Glomerellaceae.   Inga underarter finns listade i Catalogue of Life.